# Mia Jerkov

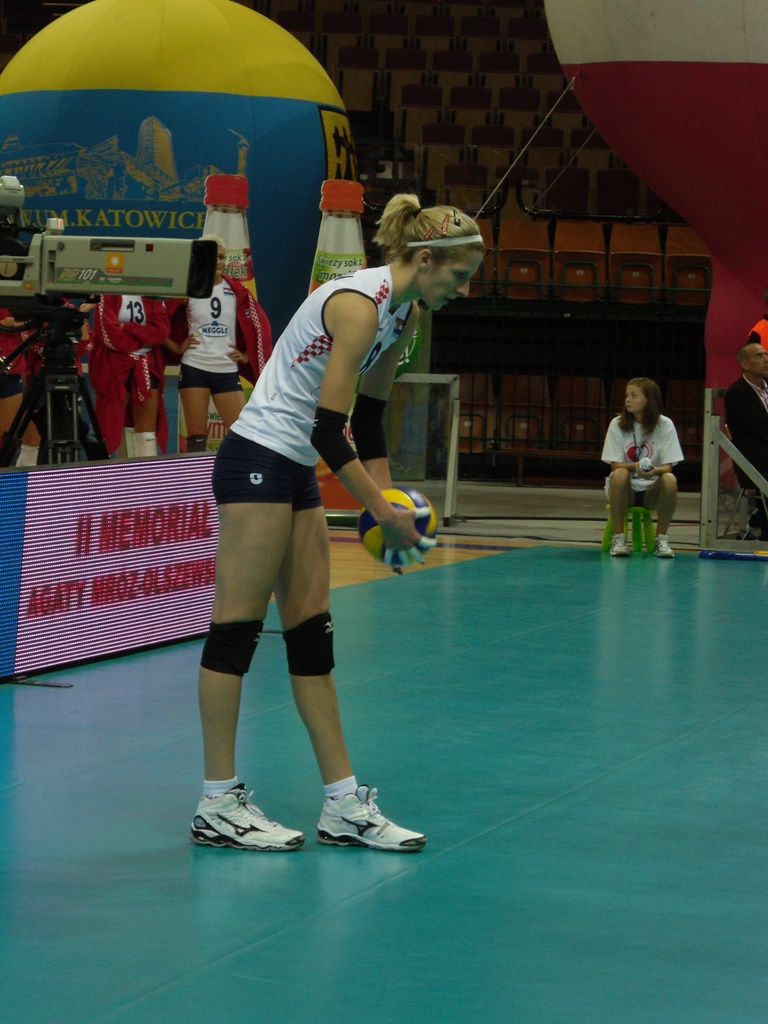
Mia Jerkov przed wykonywaniem zagrywki w reprezentacji Chorwacji

Mia Jerkov (ur. 5 grudnia 1982 w Cattolice) – chorwacka siatkarka, reprezentantka kraju, grająca na pozycji przyjmującej.

## Przebieg kariery
| Lata                      | Klub                               |
| ------------------------- | ---------------------------------- |
| 2001–2004                 | University Berkeley California     |
| 2004–2005                 | Urałoczka Jekaterynburg            |
| 2005–2006                 | Tecnomec Europa System Forlì       |
| 2006–2007 (do 14.03.2007) | Minetti Infoplus Vicenza           |
| 2007 (od 15.03.2007)      | Tecnomec Forlì                     |
| 2009 (od 02.01.2009)      | Brunelli Volley Nocera Umbra       |
| 2009–2010                 | RebecchiLupa Piacenza              |
| 2010–2012                 | Incheon Heungkuk Life Pink Spiders |
| 2012–2014                 | BBSK Bursa                         |
| 2014–2016                 | Denso Airybees                     |
| 2016–2017                 | Çanakkale Belediyespor Kulübü      |
| 2017–2018                 | Fenerbahçe SK                      |
| 2018–2019                 | Beşiktaş JK                        |
| 2019 (do 28.11.2019)      | E.Leclerc Radomka Radom            |
| 2019–2020 (od 30.11.2019) | Békéscsabai Röplabda SE            |

## Sukcesy klubowe
Liga rosyjska:
- 2005

Puchar KOVO:
- 2010

Liga południowokoreańska:
- 2011

Liga turecka:
- 2018

## Sukcesy reprezentacyjne
Mistrzostwa Europy:
- 1999

Igrzyska Śródziemnomorskie:
- 2009